# Кларксвілл (Індіана)
Кларксвілл (англ. Clarksville) — місто (англ. town) в США, в окрузі Кларк штату Індіана. Населення — 22 333 особи (2020).

## Географія
Кларксвілл розташований за координатами 38°19′19″ пн. ш. 85°46′3″ зх. д. / 38.32194° пн. ш. 85.76750° зх. д. (38.322082, -85.767576).  За даними Бюро перепису населення США в 2010 році місто мало площу 26,36 км², з яких 25,83 км² — суходіл та 0,53 км² — водойми.

## Демографія
Згідно з переписом 2010 року, у місті мешкали 21 724 особи в 9175 домогосподарствах у складі 5464 родин. Густота населення становила 824 особи/км².  Було 9839 помешкань (373/км²).
Расовий склад населення:
| - 85,1 % — білих - 5,6 % — чорних або афроамериканців - 0,7 % — азіатів - 0,3 % — корінних американців - 5,7 % — осіб інших рас |

До двох чи більше рас належало 2,5 %. Частка іспаномовних становила 9,5 % від усіх жителів.
За віковим діапазоном населення розподілялося таким чином: 22,9 % — особи молодші 18 років, 61,9 % — особи у віці 18—64 років, 15,2 % — особи у віці 65 років та старші. Медіана віку мешканця становила 37,3 року. На 100 осіб жіночої статі у місті припадало 92,4 чоловіків;  на 100 жінок у віці від 18 років та старших — 88,3 чоловіків також старших 18 років.
Середній дохід на одне домашнє господарство  становив 51 115 доларів США (медіана — 41 829), а середній дохід на одну сім'ю — 65 560 доларів (медіана — 55 280). Медіана доходів становила 37 900 доларів для чоловіків та 32 665 доларів для жінок. За межею бідності перебувало 11,6 % осіб, у тому числі 13,2 % дітей у віці до 18 років та 15,2 % осіб у віці 65 років та старших.
Цивільне працевлаштоване населення становило 10 523 особи. Основні галузі зайнятості: освіта, охорона здоров'я та соціальна допомога — 20,9 %, роздрібна торгівля — 13,8 %, мистецтво, розваги та відпочинок — 13,1 %.